# Barnard Flower

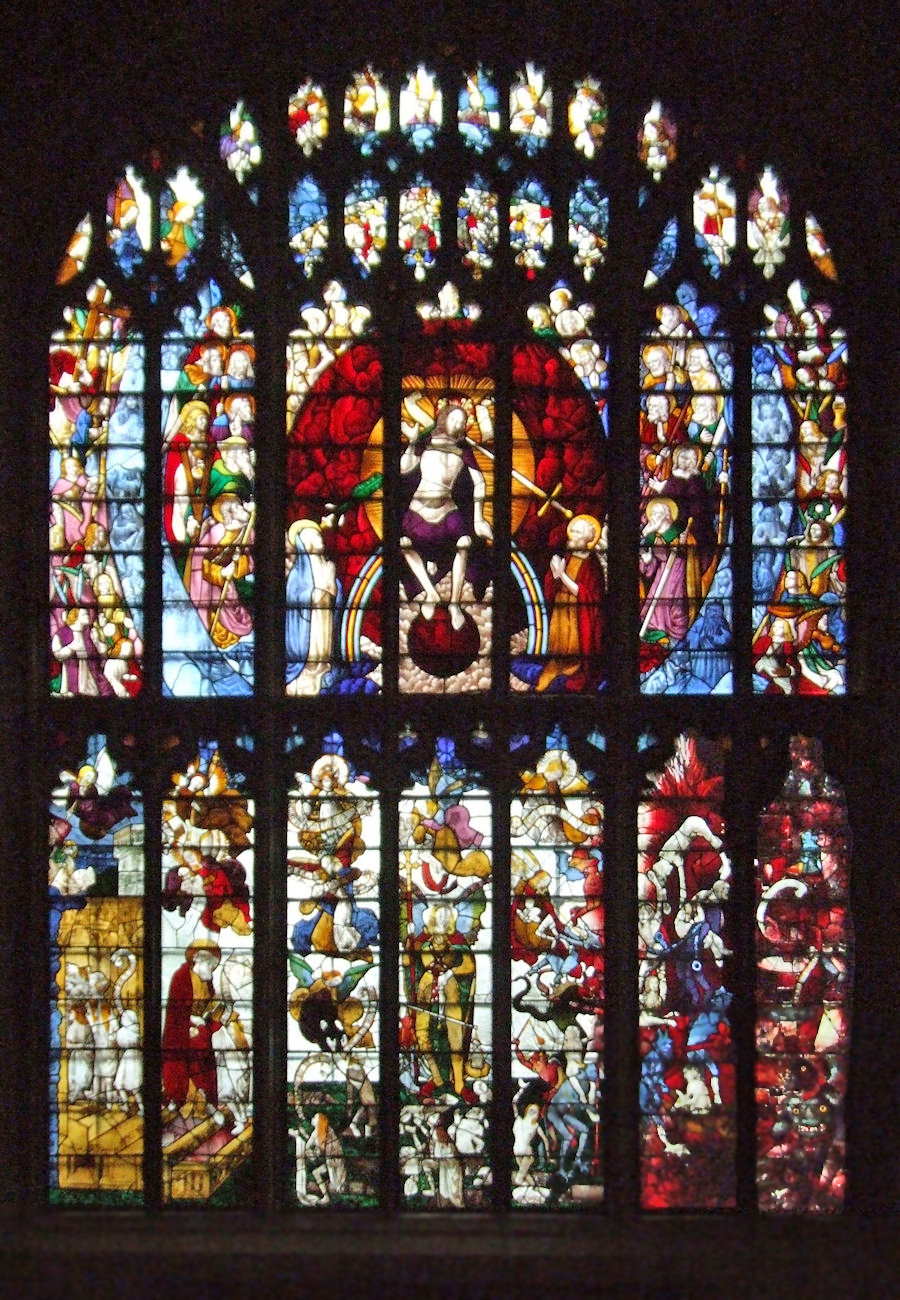
Laatste Oordeel in de parochiekerk van Fairford

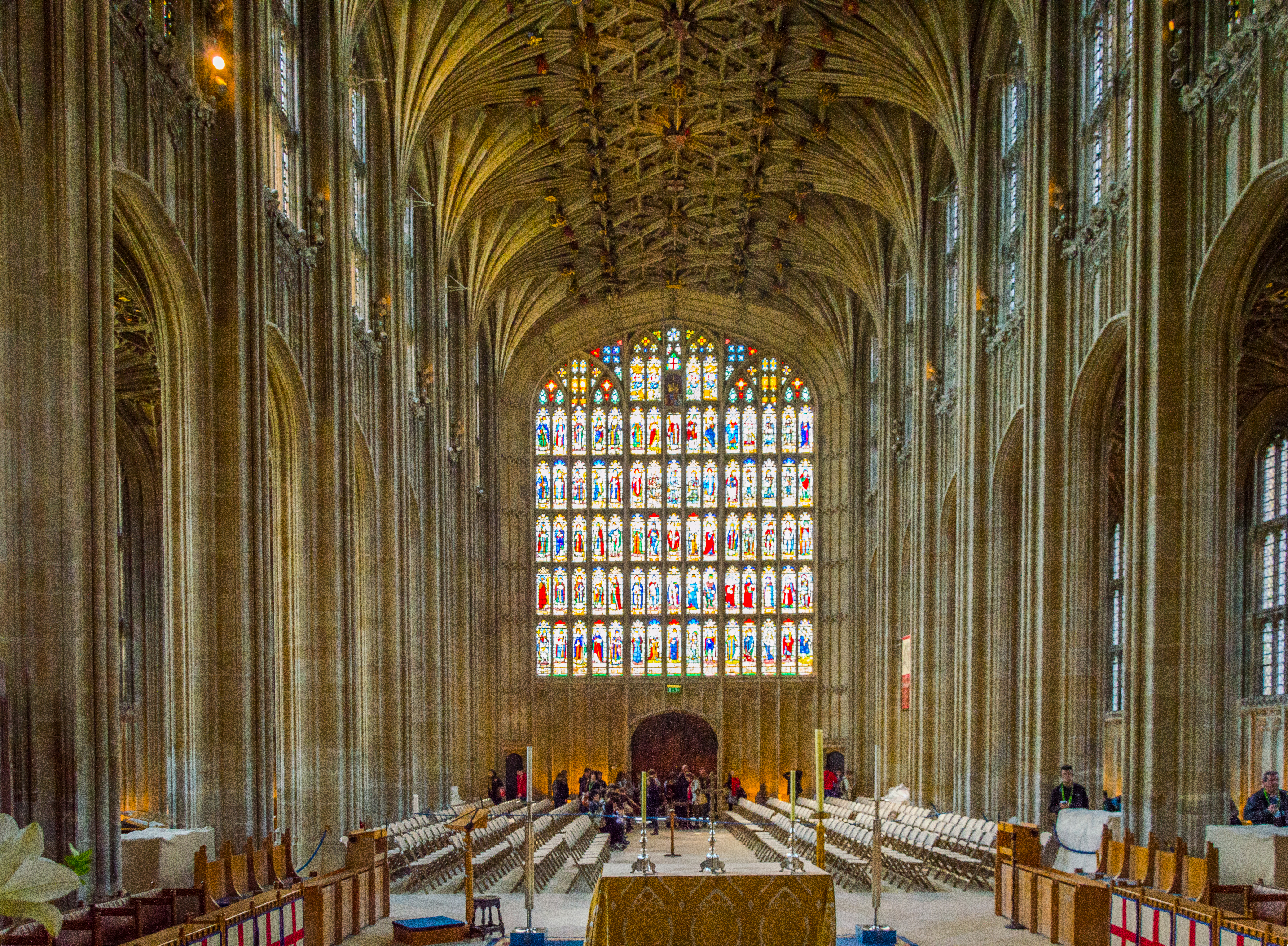
Westraam van Saint Georges Chapel, Windsor Castle

Barnard Flower of Bernard Floure, gestorven in 1517, was een Zuid-Nederlands brandglasmaker werkzaam in Engeland. Hij was er koninklijk glazenier van Hendrik VII en Hendrik VIII.

## Leven
Eind 15e eeuw vernieuwde een eerste golf emigranten uit de Nederlanden de Engelse glaskunst. Daar gilderegels hen beletten hun beroep uit te oefenen in de City of London, vestigden ze zich net erbuiten in Southwark. Dat deed ook de belangrijkste exponent van de eerste golf glazeniers, Barnard Flower. De Engelse bronnen zijn niet heel precies over zijn afkomst. Hij is aangeduid als Almain (Duitser) en uit het land van de Aartshertog van Bourgondië. Waarschijnlijk wijst dit op de Zuidelijke Nederlanden.
Het eerste spoor van Flower is een betaling uit 1496 voor een koninklijke opdracht, waarschijnlijk aan het jachtslot van Woodstock. Onmiddellijk is duidelijk dat koning Hendrik VII de grootste waardering had voor hem. Het volgende jaar al kreeg hij toelating om vier gezellen in dienst te nemen, terwijl buitenlandse glazeniers wettelijk slechts twee werklieden mochten hebben. De uitzondering impliceert allicht dat hij slechts bereid was te werken met zijn Vlaamse assistenten. Hoewel de belangrijkste opdrachten toevielen aan Flower, kreeg hij wellicht pas na de dood van zijn voorganger William Neve officieel de titel van King's Glazier.
Flower werkte in 1497 aan Richmond Palace. In 1500-1502 maakte hij heraldische rondellen met koninklijke rozen en valhekken voor de Tower en voor de paleizen van Westminster, Greenwich en Eltham. In 1503 had hij weer een grote opdracht in Richmond Palace. Na Neves dood werd hij op 25 maart 1505 hofglazenier met een jaarloon van £ 24, exclusief wat hij kreeg per project. Dan zal hij ook het atelier van de King's Glazier in Westminster Palace hebben mogen betrekken. Uit de namen van zijn medewerkers valt op te maken dat hij gemengde teams van Vlaamse en Engelse ambachtslui samenstelde. Ze waren in staat hun verfijnde schilderen en precisiebakken in te zetten voor renaissancekunst, maar moesten in Engeland een stijl vinden die verzoenbaar was met de traditie.
Het aantreden van Hendrik VIII in 1509 bracht geen verandering in de waardering voor Flower. Hij bleef de King's Glazier en leverde in 1511-12 de glaspartijen van de bedevaartskapel van Walsingham en voor het koninklijk landhuis van Woking. In 1513-16 vinden we hem in de Savoykapel op de Strand. In 1515 schilderde hij heraldische ramen voor het paleis van aartsbisschop Wolsey, het huidige Whitehall.
Flower had in mei 1514 de naturalisatie aangevraagd en bekomen. Aangezien hij daar zolang mee gewacht heeft, zal het eerder met het oog op nabestaanden zijn geweest dan voor de eigen carrièreplanning. Hij overleed in de zomer van 1517 terwijl hij bezig was met de zesentwintig ramen voor de King's College Chapel van Cambridge. Volgens een testament uit zijn stervensjaar woonde hij nog steeds in Southwark bij het Saint Thomas Hospital. Zijn medewerker Galyon Hone, een landgenoot die hem zou opvolgen als koninklijk glazenier, kreeg instructies om het renaissanceontwerp van Flower voor Cambridge getrouw uit te voeren. Wellicht waren op dat ogenblik vier of vijf ramen geplaatst.
Niet alle werk van Flower is uitvoerig gedocumenteerd. Op basis van zijn stijl en functie kunnen hem een aantal toeschrijvingen worden gedaan, waaronder het grote westraam van Saint George's Chapel in Windsor Castle (grotendeels), de grafkapel van Hendrik VII in Westminster Abbey, de oostkant van Winchester Cathedral en de Saint Mary's Church van de koninklijke heerlijkheid Fairford. De cyclus van 28 brandramen in die laatste kerk behoort ongetwijfeld tot het best bewaarde glaswerk in Engeland.